# Дудин, Виталий Николаевич
Вита́лий Никола́евич Ду́дин (род. 25 июня 1987, Киев, УССР, СССР) — украинский общественный и политический деятель, юрист, кандидат юридических наук, председатель совета левой общественной организации «Социальный рух» (2016–2024). Член Общественного совета при Государственной службе Украины по труду. Автор популярного в украинской активистской среде лозунга «Бунтуй! Люби! Права не отдавай!» (укр. Бунтуй! Кохай! Права не віддавай!).

## Биография
Родился 25 июня 1987 года в Киеве. В 2004 году поступил в Киевский национальный экономический университет, который окончил в 2009 году по специальности «Правоведение» (магистр по правовому регулированию экономики). В 2019 году защитил диссертацию на степень кандидата юридических наук на тему «Дифференциация правового регулирования трудовых отношений в Украине и государствах ЕС» (укр. Диференціація правового регулювання трудових відносин в Україні та державах ЄС).
С февраля 2008 года по август 2010 года Дудин работал журналистом газеты «Юридический вестник Украины», а с сентября 2010 года по март 2011 года ― на сайте «Багнет» (с укр. багнет ― штык) как внештатный журналист. На общественных началах оказывал правовую помощь членам независимого профсоюза «Защита труда», Свободного профсоюза железнодорожников Украины, Независимого профсоюза горняков Украины, профсоюза строителей. Работал ведущим специалистом отдела коммуникаций Государственного центра занятости. Преподает в Legal High School.
В 2016 году стал одним из соучредителей и председателем совета левой общественной организации «Социальный рух» и пребывал на этом посту до 2024-го. В 2019 году принимал участие в выборах в Верховную раду Украины как самовыдвиженец по избирательному округу 31 Кривого Рога.